# Риттер, Луиза
Луи́за До́роти Ри́ттер (англ. Louise Dorothy Ritter; род. 18 февраля 1958 года, Даллас, Техас, США) — бывшая американская прыгунья в высоту, олимпийская чемпионка 1988 года, бронзовый призёр чемпионата мира 1983 года, чемпионка Панамериканских игр 1979 года.

## Биография и карьера
Окончила среднюю школу Ред Оак. В 1981 году окончила Техасский женский университет в Дентоне, а в 1988 году после победы на Олимпиаде была включена в его зал славы.
Четырежды выигрывала чемпионат США на открытом воздухе (1978, 1983, 1985, 1986) и пять раз в помещении (1979, 1980, 1983, 1988, 1989). В 1995 году была включена в Зал славы лёгкой атлетики США.

## Основные результаты
| Год  | Соревнования            | Место проведения      | Место | Результат |
| ---- | ----------------------- | --------------------- | ----- | --------- |
| 1977 | Кубок мира IAAF         | Дюссельдорф, ФРГ      | 4     | 1,83 м    |
| 1979 | Панамериканские игры    | Сан-Хуан, Пуэрто-Рико | 1     | 1,93 м    |
| 1979 | Кубок мира IAAF         | Монреаль, Канада      | 5     | 1,87 м    |
| 1983 | Чемпионат мира          | Хельсинки, Финляндия  | 3     | 1,95 м    |
| 1984 | Летние Олимпийские игры | Лос-Анджелес, США     | 8     | 1,91 м    |
| 1987 | Чемпионат мира          | Рим, Италия           | 8     | 1,93 м    |
| 1988 | Летние Олимпийские игры | Сеул, Южная Корея     | 1     | 2,03 м    |